# Подвижная авиаремонтная мастерская
Подвижная авиационная ремонтная мастерская (Подвижная авиарем мастерская, ПАвиаРМ) — воинская часть Военно-воздушных сил Красной Армии вооружённых сил СССР до и во время Великой Отечественной войны, а также в послевоенное время, с 1946 года в Советской Армии ВС СССР, предназначенная для ремонта авиационной техники в полевых условиях, выполняла ремонт самолётов на местах базирования.
Оснащалась железнодорожной или автомобильной базой.

## История авиационных ремонтных мастерских
Мастерская авиационная ремонтная (авиаремонтная) — мастерская, которая выполняет войсковой ремонт авиационной техники. Мастерская придается авиационным соединениям или воинским частям и выполняет все ремонтные работы по плану и заданиям на ремонт авиационной части (вооружения), руководствуясь действующими инструкциями и технологиями для определённого типа самолёта. Мастерские авиаремонтные делятся на стационарные и подвижные.
Система ремонта авиационной техники в Военно-воздушных силах Красной Армии СССР сложилась в конце 30-х годов 20-го столетия на трёх организационных уровнях. См. Авиаремонтная мастерская.
Подвижные авиаремонтные мастерские на транспортной базе (далее — ПАвиаРМ) были прикреплены к стационарным ремонтным органам. Они выполняли средний ремонт на местах базирования авиационной техники. ПАРМы были двух типов — железнодорожные (ПАвиаРМ (ж.д.)) и автомобильные (ПАвиаРМ (авто)), в зависимости от того, где было смонтировано оборудование.
Подвижная железнодорожная ремонтная мастерская предназначена для текущего и среднего ремонта авиационной техники (авиатехники) на готовых агрегатах и деталях. Мастерская состояла из паровоза и железнодорожных вагонов (ПАМ ж.д.), в которых было смонтировано оборудование и перевозился личный состав. Эти мастерские прикреплялись к стационарным ремонтным органам и выполняли средний ремонт техники.
Промышленность не выпускала специальных подвижных авиационных ремонтных мастерских. Так как и автомобили, и самолёты имели моторы сходной конструкции, элементы конструкции изготавливались из металла и дерева, то с помощью оборудования подвижных автомобильных ремонтных мастерских можно было выполнять необходимые ремонты.
Подвижная автомобильная ремонтная мастерская ПАРМ-1 предназначена для текущего и среднего ремонта автомобилей на готовых агрегатах и деталях. На вооружении с 1935 года. Базовыми автомобилями были ГАЗ-АА, ГАЗ-ММ, ГАЗ-ААА для ПАРМ типа «А». Экипаж — 4 чел.

Оборудование располагалось в кузове-фургоне:
1. У кабины слесарный верстак с тисками.
2. У правого борта по ходу авто стол сварщика с установленным ручным однотонным прессом и ручным наждачным точилом.
3. Бензосвар-бензорез.
4. Кислородный баллон.
5. Печь.
6. Шкаф со смазочно-заправочным инвентарём.
7. Лестница в задней части кузова.
8. В задней части кузова устанавливался складной подъёмный кран с ручной талью грузоподъёмностью 500 кг.

Кузов-фургон мастерской типа «А» состоял из платформы с шестью деревянными стойками, укреплёнными на платформе при помощи металлических угольников, закреплённых на болтах. На стойках была крыша, состоящая из продольного и поперечного набора брусьев, соединённых шурупами с фанерным настилом. Сверху фанера покрывалась лаковой мастикой и обтягивалась брезентом, окрашенным краской защитного цвета. К передним стойкам каркаса крепилась фанерная стенка с окном для доступа к ящику, расположенному над кабиной водителя. Этот ящик служил для размещения инструмента. Боковые и задняя стенки, закреплённые на крыше кузова, были откидные и использовались в качестве защитных навесов. В походном положении боковые стенки крепились прижиманием бортов, а задняя имела специальный запор. Состав оборудования кузова-фургона ПАРМ-1 типа А легче, чем у типа Б.
С 22 июня 1941 года авиаремонтные мастерские начали входить в состав Действующей армии.
- 11-я подвижная авиационная ремонтная мастерская Северо-Западного фронта.
- 31-я подвижная железнодорожная авиационная ремонтная мастерская.
- 130-я подвижная авиационная ремонтная мастерская.
- 141-я подвижная (стационарная) авиационная ремонтная мастерская.
- 280-я подвижная (стационарная) авиационная мастерская.
- 285-я подвижная (стационарная) авиационная ремонтная мастерская.

В ходе войны предвоенная структура изменялась, так как устранялись некоторые её недостатки, например, организационная разобщённость — часть ремонтных органов была в подчинении главного инженера Военно-воздушных сил (далее — ВВС), часть — начальника тыла ВВС, а большая часть — начальника снабжения и ремонта ВВС.
Нуждалась в усовершенствовании и полевая ремонтная сеть — подвижных авиаремонтных мастерских было мало, они имели несовершенную организацию, недостаточную укомплектованность и оснащённость технологической документацией и оборудованием. Это снижало качество восстановления повреждённых самолётов. Совокупность недостатков привела к тому, что к концу 1942 года в авиачастях скопилось большое число неисправных самолётов.
В 1942 году командование проводило реорганизацию полевой ремонтной сети и систему управления ремонтом в целом. Ремонтные органы передавались главному инженеру ВВС, и увеличивалось число ПАвиаРМ (авто) — воинских частей. В инженерно-авиационную службу авиаполков из тыловых органов были переданы мастерские ПАРМ-1 (из нескольких автомобилей), и в дополнение к ним были сформированы мастерские по ремонту спецоборудования ПАРМС-1 (из нескольких автомобилей).
- В 1942 году в авиации дальнего действия для пополнения личным составом и самолётами новых соединений командование авиации дальнего действия приняло решение использовать в качестве бомбардировщика многоместный почтово-пассажирский самолёт ПС-84, который в начале войны был переоборудован в военно-транспортный самолёт и переименован в Ли-2. В апреле на одном из таких самолётов в подвижных авиаремонтных мастерских было установлено бомбардировочное вооружение, затем командиром 102-го авиаполка капитаном Борисом Осипчуком проведены испытания оборудования и на вооружение принят бомбардировщик Ли-2 для поражения бомбами больших объектов и бомбометания по площадям. [6]

В начале 1943 года в полевой ремонтной сети для выполнения полевого ремонта техники создаются подвижные авиаремонтные базы (далее — ПАвиаРБ), на которые возлагались ремонт самолётов и моторов, а позднее был добавлен и ремонт оборудования самолётов (далее — СПАвиаРБ). ПАвиаРБы придавались авиадивизиям, следовали с ними при перебазировании и сыграли ведущую роль в восстановлении авиационной техники с повреждениями средней тяжести. Эти меры, проведённые в ходе войны, в большой мере укрепили полевую ремонтную сеть.
В начале 1943 года стационарная ремонтная сеть уже была большой и выполняла сложные виды ремонта авиатехники на своей базе, а в случае затруднения доставки авиатехники из авиадивизий в АвиаРБы и САвиаМы и на местах базирования самолётов с помощью своих подвижных подразделений ПАвиаМ (ж.д.) и ПАРМ-10.
Одновременно с усилением производственной базы ремсети ВВС совершенствовалась и её организационная структура. В 1943 году при главном инженере ВВС были созданы Управление полевого ремонта и Управление капитально-восстановительного ремонта авиатехники. Управление полевого ремонта возложены учётом реморганов, планомерным учётом всех неисправных и восстановленных самолётов, осуществлением манёвра ремонтными органами. Благодаря организации этого управления полевая ремонтная сеть быстро росла не только количественно, но и качественно. В августе 1943 года в войсках уже работали 113 ПАРБ и 25 СПАРБ, росло качество и культура ремонта, велась борьба за сохранение аэродинамических качеств самолётов.
- Александр Иванович Байнов, по профессии токарь, в начале Великой Отечественной войны стал бригадиром подвижных авиаремонтных мастерских (железнодорожных) 7-й воздушной армии Карельского фронта, а с 1943 года — 1-го Белорусского фронта. Ему и другим ремонтникам приходилось работать по 12—15 часов в сутки, нередко под вражескими бомбёжками, восстанавливать повреждённые в боях и на аэродромах самолёты, чтобы снова передать их в авиаполки. Ремонтировали в мастерских моторы, пробитые осколками снарядов крылья и фюзеляжи самолётов советского производства и иностранного — английские «харрикейны» и американские «кобры», заменяли приборы пилотских кабин. Подвижные авиаремонтные мастерские, в которых служил Александр Иванович Байнов, продвигались по железной дороге вслед за наступавшими войсками и прошли путь от Советского Заполярья до Германии и закончили его в мае 1945 года в районе города Берлин. За вклад в общую победу над врагом Александр Иванович награждён орденом Отечественной войны и несколькими медалями.[8]

В 1944—1945 годах подвижные авиаремонтные мастерские в ремонтной сети ВВС входили в единый комплекс стационарных и подвижных формирований. На завершающем этапе войны в ВВС функционировало более 1600 подвижных авиаремонтных органов различных типов.
Подвижные авиаремонтные органы восстановили сотни тысяч единиц техники, тем самым сократив безвозвратные потери поврежденной техники. Советское правительство за ратный труд десятки тысяч ремонтников наградило орденами и медалями.
В послевоенное время в военной авиации СССР структура ПАРМ получила дальнейшее развитие. Для оперативного ремонта эксплуатационных и боевых повреждений летательных аппаратов в структуре ТЭЧ авиаполка имелось подразделение «ПАРМ» — полковая авиаремонтная мастерская (в дальнейшем существенно сокращённая и переименованная в слесарно-механическую группу — СМГ), а в структуре авиационной дивизии имелась самостоятельная воинская часть — дивизионные авиаремонтные мастерские (ДАРМ). Исходя из опыта ведения боевых действий в Великой Отечественной войне и последующих региональных конфликтах (в том числе анализировался опыт, где СССР непосредственного участия не принимал), отрабатывалось в случае начала крупномасштабных боевых действий из числа инженерно-технического состава полков и частей обеспечения формировать на оперативных аэродромах подвижные ремонтные группы (ПРГ), которые были призваны заниматься именно ремонтом боевых повреждений и которые более чем наполовину должны были комплектоваться специалистами, имеющими соответствующие знания и опыт — слесарями, токарями, сварщиками, клёпальщиками, электриками (на любой военный летательный аппарат в комплект документации входит «Инструкция по ремонту боевых повреждений», иначе РБП — комплект книг с описаниями, чертежами, схемами и рекомендациями по ремонту именно боевых повреждений всех узлов, агрегатов, систем и оборудования машины).
Для этих целей советская промышленность освоила и выпускала серийно ряд специальных универсальных автомобилей-лабораторий на базе шасси грузовиков повышенной проходимости, предназначенных для развёртывания в полевых условиях ремонтного подразделения. На автомобилях в унифицированных кузовах типа КУНГ размещалось различное оборудование, станки и контрольно-проверочная аппаратура, предназначенные для выполнения личным составом тех или иных работ — например, слесарная мастерская, сварочная, лаборатория электронной автоматики, лаборатория радиоэлектронного оборудования, кислородная лаборатория и т. д. К автомобилям придавались дизельные электростанции, все машины на стоянке соединялись кабелями питания и телефонной связью. Часть подобных машин предназначались для ремонтных работ на всех типах авиатехники, но значительная часть всё же специализировалась для более конкретных типов летательных аппаратов, а некоторые машины были разработаны исключительно под конкретные типы. Например: КРАС-хх — контрольно-ремонтная автомобильная станция по РЭО, ЛКУ-хх — лаборатория кислородная универсальная, ЛПУ-хх — лаборатория приборная универсальная, ЛАВ-хх — лаборатория авиационного вооружения, ЛСД-хх — лаборатория по самолёту и двигателю (где хх — шифр комплектации лаборатории). Помимо дизельных электростанций, часть лабораторий комплектовалась специальными установками на прицепах, предназначенных для обеспечения функционирования контрольно-проверочного и проверяемого самолётного оборудования и систем — преобразователями промышленного электропитания в самолётное, а также гидроустановками, компрессорными станциями и т. п. Лаборатории, разработанные в 70-е и 80-е годы, могли эксплуатироваться в условиях ядерного и химического заражения (имели герметизированные кузова с фильтро-вентиляционной установкой), а также обеспечивали вполне комфортные рабочие и бытовые условия в любое время года (имелись спальные места, отопительная установка на дизельном топливе, вентиляция и другие полезные мелочи — вплоть до посуды).

## Авторемонтные мастерские
Аббревиатура ПАРМ также применяется в значении «Подвижная автомобильная ремонтная мастерская». Данный вид техники предназначен для оперативного ремонта строевой и специальной автомобильной техники в Вооружённых силах СССР и РФ.
Подвижная автомобильная ремонтная мастерская — 1 (ПАРМ-1) (шифр 2301) предназначена для текущего и среднего ремонта автомобилей на готовых агрегатах и деталях. Выпускалась Уральским автомобильным заводом с 1956 года, заводом № 27 Треста ГАРО с 1963 года.
ЗиС-151 — грузовой автомобиль повышенной проходимости. Производился в Советском Союзе в 1948—1958 годах на Московском автозаводе имени Сталина. 26 июня 1956 года завод получил имя И. А. Лихачёва, и автомобиль был переименован в ЗиЛ-151.
Состав:
1. Подвижные мастерские:
  1. Слесарно-механическая мастерская (базовый автомобиль ЗиЛ-151 или ЗиЛ-157К) — 1 шт.
  2. Электрокарбюраторная мастерская (базовый автомобиль ЗиЛ-151 или ЗиЛ-157К) — 1 шт.
2. Специальные автомобили и установки:
  1. Электростанция (ЭСД-10-ВС/230) на автоприцепе 1-АП-1,5 — 1 шт.
  2. Электросварочный агрегат (АСБ-300) на автоприцепе 1-АП-1,5 — 1 шт.
  3. Производственная палатка 5×10 м (или две палатки 4х4 м) — 1 шт.
  4. Грузовой автомобиль ЗиЛ-151 (или ЗиЛ-157К) для выносного оборудования — 1 шт.

Подвижная автомобильная ремонтная мастерская — 3 (ПАРМ-3) (шифр 2304) предназначена для среднего ремонта автомобилей на готовых агрегатах и изготовления запасных деталей по узкой номенклатуре. Выпускалась мастерская 101-м ЦАРЗ с 1961 года, Шумерлинским машиностроительным заводом с 1963 года.
ЗиЛ-157 — грузовой автомобиль повышенной проходимости производства Завода им. Лихачёва (ЗиЛ). Использовалась кабина от ЗиС-151 с незначительными изменениями. С 1958 года по 1961 год выпускался ЗиЛ-157, с 1961 по 1978 год — ЗиЛ-157К.
Состав: 
1. Подвижные мастерские:
  1. Токарно-слесарная мастерская ТСМ (базовый автомобиль ЗиЛ-157) — 1 шт.
  2. Токарная мастерская ТМ1 (базовый автомобиль ЗиЛ-157) — 1 шт.
  3. Фрезерно-слесарная мастерская ФСМ (базовый автомобиль ЗиЛ-157) — 1 шт.
  4. Инструментальная мастерская ИМ (базовый автомобиль ЗиЛ-157) — 1 шт.
  5. Мастерская ремонта приборов МРП (базовый автомобиль ЗиЛ-157) — 1 шт.
  6. Аккумуляторная ремонтно-зарядная станция (АРЗС) (базовый автомобиль ЗиЛ-157) — 1 шт.
2. Специальные машины и агрегаты:
  1. Электростанция (АД-30-Т/230) (базовый автомобиль ЗиЛ-157) — 1 шт.
  2. Электростанция (ЭСД-10-ВС/230) на автоприцепе 1-АП-1,5 — 1 шт.
  3. Технический склад ТС (базовый автомобиль ЗиЛ-157) — 1 шт.
  4. Автобензоцистерна АЦМ-4-150 (базовый автомобиль ЗиЛ-157) — 1 шт.
  5. Водомаслогрейка ВМГ-40-51Т на автоприцепе 1-АП-3,0 — 1 шт.
  6. Автокран АК (базовый автомобиль ГАЗ-63) — 1 шт.
  7. Сварочный агрегат АСБ-300 в автоприцепе 1-АП-1,5 — 1 шт.
  8. Кухня КП2-48 на автоприцепе 1-АП-1,5 — 1 шт.
3. Производственные палатки:
  1. Шестисекционная 18х8х3,5 м — 1 шт.
  2. Трёхсекционная 9х8х3,5 м — 2 шт.
  3. Двухсекционная 6.8.3,5 — 1 шт.
  4. Прицепные 4×2,5 м — 4 шт.
4. Транспортные автомобили и мотоциклы:
  1. ГАЗ-63 — 1 шт.
  2. ЗиЛ-157 — 7 шт.
  3. ГАЗ-69 — 1 шт.
  4. Мотоцикл М-72 — 1 шт.
  5. Автоприцеп 2-ПН-2 — 2 шт.

Подвижная автомобильная мастерская ПАРМ-1М1 предназначена для выполнения текущего ремонта автомобилей и гусеничных машин на готовых агрегатах и деталях и в полевых условиях; допускается использование для производства средних ремонтов на готовых агрегатах и деталях. Наличие оборудования, инструмента и приспособлений позволяет использовать мастерскую не только в полном составе, но и отдельно для оказания помощи подразделениям по выполнению текущих ремонтов.
ЗиЛ-131 — грузовой автомобиль повышенной проходимости производства Завода им. Лихачёва. Являлся заменой грузовика ЗиЛ-157. Выпускался в 1966 — 2002 годах.
Состав:
1. Подвижные мастерские:
  1. Мастерская ремонтно-слесарная МРС-АТ (базовый автомобиль ЗиЛ-131) −1 шт.
  2. Мастерская ремонтно-механическая МРМ-М1 (базовый автомобиль ЗиЛ-131) −1 шт.
2. Специальные автомобили и установки:
  1. Специальный автомобиль ЗиЛ-131 с краном-стрелой-двуногой ТР-1 — 1 шт.
  2. Передвижная зарядная электростанция на одноосном прицепе ЭСБ — 1шт.
  3. Агрегат сварочный на одноосном прицепе АДБ — 1шт.

Основные тактико-технические данные ПАРМ-1М1
- Количество единиц подвижного состава — 5 единиц.
- Электроснабжение:

- от генераторов подвижных мастерских мощностью 16кВт трёхфазного тока, напряжением 230В частотой 50Гц;

- от передвижных электростанций трехфазного переменного электрического тока напряжением 230 или 400В частоты 50Гц;

- от стационарных промышленных энергосистем напряжением 220 или 380В, частоты 50Гц.

- Защита личного состава от поражения электрическим током — автоматическая.
- Площадь необходимая для развертывания в км.кв — 0,01.
- Время развёртывания (свертывания), мин. — 50.
- Количество рабочих мест — до 22.
- Производственные возможности ПАРМ-1М1 при 10-часовом рабочем дне — ТР 10-12 или СР 1-2.

1.1. Мастерская ремонтно-слесарная — МРС-АТ-М1
Мастерская предназначена для выполнения разборочно-сборочных, слесарно-подгоночных и других работ при ремонте автомобильной техники. Оборудование установлено в унифицированном кузове-фургоне КМ-131, смонтированном на шасси автомобиля высокой проходимости ЗиЛ-131 с лебёдкой.
Виды работ: разборочно-сборочные, слесарно-подгоночные, подъёмно-транспортные, электросварочные, обойные, малярные, смазочно-заправочные, медницко-жестяницкие, столярные, заряд и техническое обслуживание аккумуляторных батарей, ремонт и регулировку приборов системы питания и электрооборудования, ремонт деталей склеиванием.
Тактико-технические данные:
- Размещение оборудования:

- в кузове-фургоне: технологическое оборудование, приспособления, инструмент и производственная палатка;

- на крыше кузова-фургона: каркас палатки, кран-стрелка, ДК-4;

- в левой нише кузова-фургона: смазочно-заправочное оборудование и гидравлический пресс;

- в правой нише кузова-фургона: комплект съемников и инструмент автомеханика, столяра и для ремонта гусеничных машин.

- Число рабочих мест: в кузове — 3, в палатке — 3.
- Количество перевозимого личного состава, чел. — 3.
- Время развёртывания (свёртывания) мастерской силами трёх человек с установкой (укладкой) кран-стрелы-двуноги и палатки, мин. — 30.
- Масса в снаряженном состоянии (с л/с в кабине 3 чел.), кг — 10400.

Основное производственное оборудование:
- электросиловая установка — мощность 16 кВт, напряжение 220 В;
- преобразователь частоты тока — напряжение 40 В, частота тока 200 Гц;
- кран-стрела — грузоподъёмность 1,5т, масса стрелы в сборе 157 кг;
- слесарные верстаки с тисками в кузове-фургоне МРС, МРМ;
- сварочно-зарядная установка УДЗ-103У2;
- прибор для проверки автомобильного электрооборудования К-484;
- палатка и отопительная установка палатки П-20, ОВ-95;
- стенд для проверки форсунок и насос форсунок модель М-13;
- комплекты инструмента и приспособлений: автомеханика, слесаря-монтажника, электрика, карбюраторщика, дизелиста, сварщика, столяра, медника-жестянщика, вулканизатора, обойщика и маляра;
- гидравлический пресс — усилием до 10т.;
- моечное оборудование МП-800Б;
- смазочно-заправочное оборудование — солидолонагнетатель модель 390;
- маслораздаточный бак модель 133.

1.2. Мастерская ремонтно-механическая МРМ-М1
Мастерская предназначена для выполнения токарных, фрезерных, шлифовальных, сверлильных, заточных работ.
Оборудование установлено в унифицированном кузове-фургоне КМ-131, смонтированном на шасси автомобиля высокой проходимости ЗИЛ-131 без лебёдкой.
Тактико-технические данные:
- Защита личного состава от поражения электрическим током — автоматическая.
- Число рабочих мест в кузове — 3.
- Количество перевозимого личного состава — 4 (три в кабине и один в кузове).
- Время развёртывания мастерской (свёртывания) силами 3 человек, мин.- 10.
- Масса мастерской в снаряженном состоянии (с л/с в кабине 3 чел.), кг — 10180.

Основное производственное оборудование:
- электросиловая установка (мощность 16 кВт, напряжение 220В);
- токарно-винторезный станок ИТ-1М;
- настольно-сверлильный станок 1М112-ВС327;
- электрозаточной станок ЭЗС-2;
- точильно-шлифовальный двухсторонний станок мод. ЗК-631-01.

2.1. Специальный автомобиль ЗиЛ-131 с краном-стрелой-двуногой ТР-1
Специальный автомобиль с краном-стрелой-двуногой предназначен для выполнения подъёмно-транспортных работ и вытаскивания застрявших или полузастрявших (полузасыпанных) автомобилей способом полуподъёма. При перемещениях автомобиль используется для перевозки выносного оборудования, запасных частей и материалов.
Тактико-технические данные:
- Грузоподъёмность крана-стрелы, кг — 1500.
- Вылет стрелы (от переднего бампера), мм — 2000.
- Высота подъёма крюка, мм — 3100.
- Время подготовки крана-стрелы к работе, мин. — 6-8.
- Число л/с для работы с краном-стрелой, чел. — 2-3.
- Время приведения крана-стрелы из рабочего положения в походное, мин. — 5-7.
- Габаритная высота автомобиля со стрелой в рабочем положении, мм — 4000.
- При перемещении на автомобиле перевозят следующее выносное оборудование и имущество:

- комплект инструментов и приспособлений выездного отделения по ремонту;
- гусеничных машин;
- комплект смазочно-заправочного оборудования;
- комплект оборудования поста кузнечно-прессовых работ;
- комплект оборудования поста мойки автомобилей;
- комплект оборудования и приспособлений общего пользования;
- кабельная сеть;
- комплекты возимых запасов автомобильного имущества для технического обслуживания и технического ремонта.

2.2. Передвижная зарядная электростанция на одноосном прицепе ЭСБ-4ВЗ-1-М1.
Зарядная электростанция предназначена для разрядки и заряда кислотных и щелочных аккумуляторных батарей в полевых условиях.
Состав: унифицированный бензоэлектрический агрегат, ёмкости для горючего и смазочных материалов.
Тактико-технические данные:
- Тип бензоэлектрического агрегата — АБ-4-П/115.
- Тип генератора — ГАБ-4-П/115.
- Мощность, кВт — 4,6.
- Напряжение, В — 115.
- Сила тока, А — 40.
- Род тока — постоянный.
- Число зарядно-разрядных групп — 4.
- Допустимая сила тока, А:

- в первой группе — 5,
- во второй группе — 10,
- в третьей группе — 20,
- в четвёртой группе — 20.

- Полная масса, кг — 1260.

2.3. Агрегат сварочный АДБ-309У(6120) на одноосном прицепе.
Сварочный агрегат предназначен для питания одного сварочного поста при ручной дуговой сварке и наплавке металлов постоянным током.
АДБ состоит из сварочного генератора, спаренного с двигателем внутреннего сгорания, аккумуляторной батареи, пульта управления, капота с крышей и шторами, топливного бака.
Тактико-технические данные:
- Шасси базового прицепа — 1-П-2,5.
- Номинальный сварочный ток, А — 315.
- Пределы регулирования сварочного тока, А — 15-315.
- Рабочее напряжение, В — 32.
- Напряжение холостого хода, В — 75-80.
- Тип генератора — ГД-303 У2.
- Мощность генератора, кВт — 10,3.
- Тип двигателя — бензиновый 4-тактный.
- Масса, кг — 2190.

## Формирования
- 5-я подвижная железнодорожная авиационная ремонтная мастерская. Периоды вхождения в Действующую армию: 23.6.41-10.10.41; 15.7.44-10.10.44.[5]
- 6-я подвижная авиационная ремонтная мастерская Период вхождения в Действующую армию: 7.8.41-12.9.41.[5]
- 8-я подвижная железнодорожная авиационная ремонтная мастерская. Период вхождения в Действующую армию: 25.12.42-9.5.45.[5]
- 10-я подвижная авиационная мастерская 7-го авиационного корпуса дальнего действия, 3-го гвардейского бомбардировочного авиационного корпуса. Период вхождения в Действующую армию: 15.10.44-10.2.45.[5]
- 11-я подвижная железнодорожная авиационная ремонтная мастерская Западного фронта, 1-й, 4-й воздушных армий. Период вхождения в Действующую армию: 26.6.41-9.5.45.[5]
- 11-я подвижная авиационная ремонтная мастерская Северо-Западного фронта, 6-й, 15-й, 2-й воздушных армий. Периоды вхождения в Действующую армию: 22.6.41-20.11.43; 12.12.43-11.5.45.[5]
- 12-я подвижная железнодорожная авиационная ремонтная мастерская 12-й воздушной армии. Период вхождения в Действующую армию: 9.8.45-3.9.45.[5]
- 14-я подвижная железнодорожная авиационная ремонтная мастерская Южного фронта, 8-й, 4-й воздушных армий. Периоды вхождения в Действующую армию: 27.6.41-12.5.44; 16.7.44-9.5.45.[5]
- 16-я подвижная железнодорожная авиационная ремонтная мастерская Северо-Западного фронта, 6-й, 2-й воздушных армий. Периоды вхождения в Действующую армию: 19.7.41-20.11.43; 12.12.43-21.1.44; 5.2.44-7.9.44; 5.12.44-11.5.45.[5]
- 17-я подвижная железнодорожная авиационная ремонтная мастерская 9-й воздушной армии. Период вхождения в Действующую армию: 9.8.45-3.9.45.[5]
- 19-я подвижная железнодорожная авиационная ремонтная мастерская Юго-Западного (1-го формирования), Брянского (2-го формирования), Резервного, Курского, Орловского, Брянского (3-го формирования) фронтов, 2-й , 15-й воздушных армий. Период вхождения в Действующую армию: 8.11.41-11.5.45.[5]
- 19-я подвижная авиаремонтная мастерская 30.06.1981-15.08.1988. 34-го смешанного авиационного корпуса 40-й армии Ограниченного контингента советских войск в Афганистане.[12]
- 21-я подвижная железнодорожная авиационная ремонтная мастерская. Период вхождения в Действующую армию: 8.2.44-9.5.45.[5]
- 22-я подвижная железнодорожная авиационная мастерская ВВС Юго-Западного фронта, 8-й, 16-й воздушных армий. Период вхождения в Действующую армию: 31.7.41-9.5.45.[5]
- 23-я подвижная железнодорожная авиационная ремонтная мастерская. Период вхождения в Действующую армию: 9.8.45-3.9.45.[5]
- 24-я подвижная железнодорожная авиационная ремонтная мастерская. Период вхождения в Действующую армию: 9.8.45-3.9.45.[5]
- 27-я подвижная железнодорожная авиационная ремонтная мастерская. Период вхождения в Действующую армию: 13.6.44-7.9.44; 10.12.44-9.5.45; 9.8.45-3.9.45.[5]
- 29-я подвижная железнодорожная авиационная ремонтная мастерская. Период вхождения в Действующую армию: 1.7.41-1.7.42. Расформирована.[5]
- 30-я подвижная железнодорожная авиационная ремонтная мастерская. Период вхождения в Действующую армию: 1.8.41-9.5.45.[5]
- 31-я подвижная железнодорожная авиационная ремонтная мастерская. Период вхождения в Действующую армию: 22.6.41-9.5.45.[5]
- 32-я подвижная железнодорожная авиационная ремонтная мастерская. Период вхождения в Действующую армию: 18.9.41-9.5.45.[5]
- 34-я подвижная авиационная ремонтная мастерская 2-го Белорусского фронта. Переформирована из 34-й АТРРМ 1.2.45 г. Период вхождения в Действующую армию:1.2.45-9.5.45.[5]
- 35-я подвижная авиационная ремонтная мастерская. Периоды вхождения в Действующую армию: 28.6.41-8.2.43; 20.9.43-25.9.43; 2.11.43-20.12.43; 25.2.44-11.5.45.[5]
- 38-я подвижная авиационная ремонтная железнодорожная мастерская. Формировалась с 26.06.1941 в составе Юго-Западного фронта, при формировании в составе фронта 8-й воздушной армии вошла в её состав, где и находилась до 12.07.1942). Потом входила в составе 8-й воздушной армии в Сталинградский фронт (12.07 — 31.12.1942), в Южный фронт второго формирования (31.12.1942 —) в 4-й Украинский фронт (20.10.1943 — июль 1944). После освобождения Крыма вошла в состав 1-й воздушной армии 3-го Белорусского фронта (июль 1944—1945, 15 августа 3-й Белорусский фронт расформирован). … . Входила в Белорусский военный округ (май 1953 — 15.06.1963). Переименована в «558-й завод по ремонту ракетной техники» 50-й ракетной армии. Периоды вхождения в Действующую армию: 23.11.41-12.5.44; 20.7.44-9.5.45.[5],[13],[14]
- 39-я подвижная железнодорожная авиационная ремонтная мастерская. Периоды вхождения в Действующую армию: 11.8.41-12.5.44; 2.9.44-9.5.45.[5]
- 40-я подвижная авиационная ремонтная мастерская. Периоды вхождения в Действующую армию: 11.9.41-10.11.41; 9.12.41-11.5.45.[5]
- 41-я подвижная железнодорожная авиационная ремонтная мастерская. Периоды вхождения в Действующую армию: 20.7.41-26.11.44; 7.4.45-9.5.45.[5]
- 42-я подвижная авиационная ремонтная мастерская. Период вхождения в Действующую армию: 11.8.41-4.3.42. Расформирована.
- 43-я подвижная железнодорожная авиационная ремонтная мастерская. Периоды вхождения в Действующую армию: 23.6.41-15.10.41; 15.5.42-9.5.45.[5]
- 44-я подвижная железнодорожная авиационная ремонтная мастерская. Периоды вхождения в Действующую армию: 7.7.41-7.5.44; 16.7.44-9.5.45.
- 45-я подвижная железнодорожная авиационная ремонтная мастерская. Период вхождения в Действующую армию: 23.11.41-20.4.44.[5]
- 47-я подвижная авиационная ремонтная мастерская. Периоды вхождения в Действующую армию: 23.11.41-30.3.43; 6.6.43-2.11.43; 16.11.43-11.5.45.[5]
- 55-я подвижная железнодорожная авиационная ремонтная мастерская Северного, Ленинградского фронтов. Период вхождения в Действующую армию: 24.6.41-1.4.42. Расформирована.
- 59-я подвижная железнодорожная авиационная ремонтная мастерская. Периоды вхождения в Действующую армию: 12.7.41-31.7.41; 20.12.41-5.9.42. Расформирована.
- 60-я подвижная железнодорожная авиационная ремонтная мастерская 56-й, 15-й воздушной армии. Периоды вхождения в Действующую армию: 11.11.42-12.3.43; 23.3.43-9.5.45.
- 63-я подвижная авиационная ремонтная мастерская. Периоды вхождения в Действующую армию: 20.7.43-9.5.45; 9.8.45-3.9.45.
- 74-я подвижная авиационная ремонтная мастерская. Переименована из ПАРМ 1-й воздушной армии 1.11.44 г. Период вхождения в Действующую армию: 1.11.44-9.5.45.
- 105-я подвижная авиационная ремонтная мастерская. Период вхождения в Действующую армию: 5.4.45-9.5.45.
- 109-я подвижная авиационная ремонтная мастерская. Период вхождения в Действующую армию: 5.4.45-9.5.45.
- 110-я подвижная авиационная ремонтная мастерская. Период вхождения в Действующую армию: 5.4.45-9.5.45.
- 112-я подвижная авиационная мотороремонтная мастерская. Период вхождения в Действующую армию: 5.4.45-9.5.45.
- 130-я подвижная авиационная ремонтная мастерская. Период вхождения в Действующую армию: 22.6.41-1.4.45. Обращена на формирование ОПРБ 16-й воздушной армии 1.4.45 г.
- 141-я подвижная (стационарная) авиационная ремонтная мастерская. Периоды вхождения в Действующую армию: 22.6.41-12.5.44; 8.7.44-9.5.45.
- 191-я подвижная авиационная ремонтная мастерская.[15]
- 192-я подвижная авиационная ремонтная мастерская 34-го смешанного авиационного корпуса 40-й армии Ограниченного контингента советских войск в Афганистане. Размещалась на аэродроме Кандагар в 1986—1988 гг.[16],[17]
- 196-я специальная подвижная авиационная ремонтная мастерская. Период вхождения в Действующую армию: 26.8.43-9.5.45.
- 213-я подвижная авиационная ремонтная мастерская. Сформирована 15 июня 1949 года. Входила в состав: Вооружённых силы СССР (15 июня 1949 года — 26 декабря 1991 года); Вооружённых силы Республики Беларусь (20 марта 1992 года — по н/вр).[18]
- 275-я подвижная авиационная мастерская спецслужбы 55-й подвижной авиаремонтной базы 7-й воздушной армии. Период вхождения в Действующую армию: 23.8.43-14.11.44.
- 280-я подвижная (стационарная) авиационная мастерская. Период вхождения в Действующую армию: 22.6.41-9.5.45.
- 285-я подвижная (стационарная) авиационная ремонтная мастерская. Период вхождения в Действующую армию: 22.6.41-11.5.45.
- 289-я подвижная (стационарная) авиационная ремонтная мастерская. Период вхождения в Действующую армию: 2.7.41-9.5.45.
- 290-я подвижная (стационарная) авиационная ремонтная мастерская. Период вхождения в Действующую армию: 3.7.41-11.5.45.
- 392-я подвижная авиаремонтная мастерская 25.12.1979-… 34-го смешанного авиационного корпуса 40-й армии Ограниченного контингента советских войск в Афганистане.[17]
- 342-я подвижная авиационная ремонтная мастерская. Период вхождения в Действующую армию: …-9.5.45.
- 703-я подвижная авиационная ремонтная мастерская. Периоды вхождения в Действующую армию: 10.2.44-7.9.44; 17.1.45-9.5.45.
- 704-я подвижная авиационная ремонтная мастерская. Периоды вхождения в Действующую армию: 4.2.44-11.5.45; 9.8.45-3.9.45.
- 705-я подвижная авиационная ремонтная мастерская. Периоды вхождения в Действующую армию: 6.2.44-9.5.45; 9.8.45-3.9.45.
- 706-я подвижная авиационная ремонтная мастерская. Период вхождения в Действующую армию: 24.2.44-11.5.45.
- 707-я подвижная авиационная ремонтная мастерская. Период вхождения в Действующую армию: 15.2.44-12.5.44; 16.9.44-11.5.45; 9.8.45-3.9.45.
- 709-я подвижная авиационная ремонтная мастерская. Периоды вхождения в Действующую армию: 12.4.44-26.11.44; 14.4.45-9.5.45.
- 710-я подвижная авиационная ремонтная мастерская. Периоды вхождения в Действующую армию: 12.4.44-26.11.44; 24.3.45-9.5.45.
- 711-я подвижная авиационная ремонтная мастерская. Период вхождения в Действующую армию: 12.4.44-9.5.45.
- 712-я подвижная авиационная ремонтная мастерская. Период вхождения в Действующую армию: 12.4.44-9.5.45.
- 716-я подвижная авиационная ремонтная мастерская. Период вхождения в Действующую армию: 18.9.43-11.5.45.
- 718-я подвижная авиационная ремонтная мастерская. Период вхождения в Действующую армию: 18.1.44-11.5.45.
- 725-я подвижная авиационная ремонтная мастерская. Периоды вхождения в Действующую армию: 15.8.42-26.2.44; 24.4.44-26.11.44; 4.3.45-9.5.45.
- 726-я подвижная авиационная ремонтная мастерская. Периоды вхождения в Действующую армию: 16.6.42-12.5.44; 23.6.44-9.5.45.
- 727-я подвижная авиационная ремонтная мастерская. Период вхождения в Действующую армию: 12.6.42-9.5.45.
- 741-я подвижная авиационная ремонтная мастерская. Период вхождения в Действующую армию: 4.9.42-9.5.45.
- 742-я подвижная авиационная ремонтная мастерская. Периоды вхождения в Действующую армию: 18.8.42-12.5.44; 17.12.44-9.5.45.
- 743-я подвижная авиационная ремонтная мастерская. Период вхождения в Действующую армию: 15.9.42-9.5.45.
- 744-я подвижная авиационная ремонтная мастерская. Период вхождения в Действующую армию: 15.9.42-9.5.45.
- 745-я подвижная авиационная ремонтная мастерская. Период вхождения в Действующую армию: 13.9.42-21.9.44. Обращена на формирование 748-й ПАРМ 21.9.44 г.
- 746-я подвижная авиационная ремонтная мастерская. Периоды вхождения в Действующую армию: 6.9.42-12.3.43; 23.3.43-9.5.45.
- 748-я подвижная авиационная ремонтная мастерская. Сформирована на базе 745-й ПАРМ 21.9.44 г. Периоды вхождения в Действующую армию:21.9.44-11.5.45; 9.8.45-3.9.45.
- 781-я подвижная авиационная ремонтная мастерская. Период вхождения в Действующую армию: 9.8.45-3.9.45.
- 782-я подвижная авиационная ремонтная мастерская. Период вхождения в Действующую армию: 9.8.45-3.9.45.
- 783-я подвижная авиационная ремонтная мастерская. Период вхождения в Действующую армию: 9.8.45-3.9.45.
- 784-я подвижная авиационная ремонтная мастерская. Период вхождения в Действующую армию: 10.2.43-12.3.43; 23.3.43-10.4.45. Переформирована в 225-ю ПАВРБ 10.4.45 г.
- 788-я подвижная авиационная ремонтная мастерская. Период вхождения в Действующую армию: 9.8.45-3.9.45.
- 789-я подвижная авиационная ремонтная мастерская. Период вхождения в Действующую армию: 9.8.45-3.9.45.
- 790-я подвижная авиационная ремонтная мастерская. Период вхождения в Действующую армию: 9.8.45-3.9.45.
- 791-я подвижная авиационная ремонтная мастерская. Период вхождения в Действующую армию: 9.8.45-3.9.45.
- 792-я подвижная авиационная ремонтная мастерская. Период вхождения в Действующую армию: 29.4.43-11.5.45.
- 793-я подвижная авиационная ремонтная мастерская. Период вхождения в Действующую армию: 9.8.45-3.9.45.
- 794-я подвижная авиационная ремонтная мастерская. Период вхождения в Действующую армию: 29.4.43-11.5.45.
- 795-я подвижная авиационная ремонтная мастерская. Период вхождения в Действующую армию: 1.11.42-9.5.45.
- 798-я подвижная авиационная ремонтная мастерская. Период вхождения в Действующую армию: 27.11.42-11.5.45.
- 799-я подвижная авиационная ремонтная мастерская. Период вхождения в Действующую армию: 27.11.42-9.5.45.
- 800-я подвижная авиационная ремонтная мастерская. Период вхождения в Действующую армию: 5.12.42-9.5.45.
- 801-я подвижная авиационная ремонтная мастерская. Период вхождения в Действующую армию: 5.12.42-9.5.45.
- 803-я подвижная авиационная ремонтная мастерская. Периоды вхождения в Действующую армию: 30.4.44-31.7.44; 8.12.44-5.9.45.
- 805-я подвижная авиационная ремонтная мастерская. Периоды вхождения в Действующую армию: 15.5.43-5.10.43; 9.11.43-25.2.44; 1.7.44-31.12.44.
- 806-я подвижная авиационная ремонтная мастерская. Периоды вхождения в Действующую армию: 25.3.43-3.9.43; 15.10.43-1.8.44.
- 807-я подвижная авиационная ремонтная мастерская. Периоды вхождения в Действующую армию: 28.2.43-12.5.44; 22.6.44-9.5.45.
- 809-я подвижная авиационная ремонтная мастерская. Периоды вхождения в Действующую армию: 9.12.42-12.5.44; 23.3.45-11.5.45.
- 810-я подвижная авиационная ремонтная мастерская. Период вхождения в Действующую армию: 3.3.44-11.5.45.
- 812-я подвижная авиационная ремонтная мастерская. Периоды вхождения в Действующую армию: 10.2.44-12.5.44; 16.7.44-9.5.45.
- 813-я подвижная авиационная ремонтная мастерская. Периоды вхождения в Действующую армию: 1.1.43-12.5.44; 22.6.44-9.5.45.
- 814-я подвижная авиационная ремонтная мастерская. Периоды вхождения в Действующую армию: 1.2.43-12.5.44; 22.6.44-9.5.45.
- 815-я подвижная авиационная ремонтная мастерская. Период вхождения в Действующую армию: 7.3.43-9.5.45.
- 816-я подвижная авиационная ремонтная мастерская. Период вхождения в Действующую армию: 15.3.43-9.5.45.
- 817-я подвижная авиационная ремонтная мастерская. Периоды вхождения в Действующую армию: 5.3.43-20.11.43; 2.12.43-7.9.44.
- 818-я подвижная авиационная ремонтная мастерская. Период вхождения в Действующую армию: 25.4.43-21.9.44. Расформирована.
- 820-я подвижная авиационная ремонтная мастерская. Периоды вхождения в Действующую армию: 26.2.43-12.5.44; 22.6.44-9.5.45.
- 821-я подвижная авиационная ремонтная мастерская. Периоды вхождения в Действующую армию: 26.2.43-12.5.44; 22.6.44-9.5.45.
- 822-я подвижная авиационная ремонтная мастерская. Периоды вхождения в Действующую армию: 28.3.43-23.4.43; 9.7.43-11.5.45.
- 823-я подвижная авиационная ремонтная мастерская. Период вхождения в Действующую армию: 22.4.43-11.5.45.
- 824-я подвижная авиационная ремонтная мастерская. Период вхождения в Действующую армию: 11.8.43-11.5.45.
- 827-я подвижная авиационная ремонтная мастерская. Период вхождения в Действующую армию: 15.4.43-9.5.45.
- 828-я подвижная авиационная ремонтная мастерская. Период вхождения в Действующую армию: 5.5.43-9.5.45.
- 829-я подвижная авиационная ремонтная мастерская. Период вхождения в Действующую армию: 15.4.43-21.10.44.
- 830-я подвижная авиационная ремонтная мастерская. Период вхождения в Действующую армию: 20.4.43-21.10.44.
- 831-я подвижная авиационная ремонтная мастерская. Период вхождения в Действующую армию: 15.4.43-9.5.45.
- 832-я подвижная авиационная ремонтная мастерская. Период вхождения в Действующую армию: 15.4.43-9.5.45.
- 833-я подвижная авиационная ремонтная мастерская. Периоды вхождения в Действующую армию: 20.6.43-9.5.45; 9.8.45-3.9.45.
- 834-я подвижная авиационная ремонтная мастерская. Период вхождения в Действующую армию: 9.7.43-9.5.45.
- 835-я подвижная авиационная ремонтная мастерская. Период вхождения в Действующую армию: 3.6.43-9.5.45.
- 836-я подвижная авиационная ремонтная мастерская. Периоды вхождения в Действующую армию: 20.7.43-15.10.43; 25.1.44-7.2.45.
- 837-я подвижная авиационная ремонтная мастерская. Период вхождения в Действующую армию: 3.6.43-11.5.45.
- 838-я подвижная авиационная ремонтная мастерская. Период вхождения в Действующую армию: 9.7.43-25.10.44.
- 839-я подвижная авиационная ремонтная мастерская. Периоды вхождения в Действующую армию: 16.4.43-26.2.44; 24.4.44-9.5.45
- 840-я подвижная авиационная ремонтная мастерская. Период вхождения в Действующую армию: 27.4.43-14.11.44.
- 841-я подвижная авиационная ремонтная мастерская. Период вхождения в Действующую армию: 19.4.43-9.5.45.
- 842-я подвижная авиационная ремонтная мастерская. Период вхождения в Действующую армию: 15.5.43-11.5.45.
- 843-я подвижная авиационная ремонтная мастерская. Период вхождения в Действующую армию: 4.5.43-11.5.45.
- 844-я подвижная авиационная ремонтная мастерская. Период вхождения в Действующую армию: 9.7.43-11.5.45.
- 845-я подвижная авиационная ремонтная мастерская. Период вхождения в Действующую армию: 25.4.43-11.5.45.
- 846-я подвижная авиационная ремонтная мастерская. Период вхождения в Действующую армию: 25.4.43-1.10.44.
- 847-я подвижная авиационная ремонтная мастерская. Период вхождения в Действующую армию: 9.7.43-21.9.44
- 848-я подвижная авиационная ремонтная мастерская. Период вхождения в Действующую армию: 18.5.43-9.5.45.
- 849-я подвижная авиационная ремонтная мастерская. Период вхождения в Действующую армию: 16.4.43-25.5.43; 9.7.43-11.5.45.
- 850-я подвижная авиационная ремонтная мастерская. Период вхождения в Действующую армию: 16.4.43-11.5.45.
- 851-я подвижная авиационная ремонтная мастерская. Период вхождения в Действующую армию: 16.4.43-30.9.44.
- 855-я подвижная авиационная ремонтная мастерская. Период вхождения в Действующую армию: 10.8.43-11.5.45.
- 856-я подвижная авиационная ремонтная мастерская. Период вхождения в Действующую армию: 12.9.43-7.9.44; 10.12.44-11.5.45; 9.8.45-3.9.45.
- 857-я подвижная авиационная ремонтная мастерская. Период вхождения в Действующую армию 22.8.43-9.5.45.
- 866-я подвижная авиационная ремонтная мастерская. Период вхождения в Действующую армию: 15.11.43-11.5.45.